# Йиидре
Йи́идре (ест. Jõõdre küla) — село в Естонії, у волості Рідала повіту Ляенемаа.

## Населення
Чисельність населення на 31 грудня 2011 року становила 216 осіб.

## Географія
Через село проходить автошлях 31 (Хаапсалу — Лайкюла).

## Історія
Під час адміністративної реформи 1977 року село Йиидре було ліквідовано, а його територія стала частиною утвореного села Рідала. З січня 1998 року село Йиидре відновлено як окремий населений пункт.